# Eric Kurlander
Eric Kurlander (nacido en enero de 1973) es un historiador estadounidense que actualmente se desempeña como profesor de Historia William R. Kenan Jr. en la Universidad Stetson. Recibió su BA en historia de Bowdoin College, y su MA y Ph.D.en historia europea moderna de la Universidad de Harvard. Kurlander es un especialista en Historia de Alemania y particularmente de Alemania nazi, sobre la cual ha escrito tres libros. El más reciente, "Los monstruos de Hitler: una historia sobrenatural del Tercer Reich", fue nominado para el Premio Librero / Diagrama al título más extraño del año en 2019.

## Publicaciones seleccionadas
- El precio de la exclusión: origen étnico, identidad nacional y el declive del liberalismo alemán, 1898-1933. Berghahn, 2006.[3]
- Viviendo con Hitler: Demócratas Liberales en el Tercer Reich. Prensa de la Universidad de Yale, New Haven, 2009.[4][5] ISBN  9780300116663
- "Los monstruos de Hitler: una historia sobrenatural del Tercer Reich". Yale University Press, New Haven, 2017.[6] ISBN  9780300189452